# 中村裕二
中村 裕二（なかむら ゆうじ、1949年 - 1979年10月20日）は、福岡県飯塚市出身の社会人野球選手（捕手）。

## 経歴
1967年、柳川商業高等学校（現：柳川高等学校）3年のときのプロ野球ドラフト会議で東京オリオンズ（現：千葉ロッテマリーンズ）から7位指名されたが、入団を拒否。
高校卒業後は、法政大学に進学し東京六大学野球リーグに加盟している野球部に入部。同期の横山晴久、1年下の池田信夫らとバッテリーを組み、1969年秋季リーグからの4連覇に貢献。1971年の全日本大学野球選手権大会では決勝で亜大の山本和行投手に抑えられ、準優勝にとどまる。ベストナイン2回選出。横山以外の大学同期に古賀正明、藤村正美らがいた。
大学卒業後は、社会人野球の住友金属に入団。捕手としてはインサイドワークを高く評価され、打者としても常に3割台の成績を残した。1972年には、法大の先輩エース山中正竹を擁し都市対抗野球に出場。準決勝に進むが三菱自動車川崎に敗退。同年は第20回アマチュア野球世界選手権日本代表となり、社会人ベストナインにも選ばれた。
1973年には、アジア野球選手権大会に出場。同年秋にはプロ野球ドラフト会議で読売ジャイアンツから3位指名されたが、この時も入団を拒否した。1974年に来日したキューバ代表と社会人野球選抜の交流試合にも出場。1975年、1976年には三塁手として起用される。1977年には捕手に戻り、森繁和とバッテリーを組み、日本選手権に出場。決勝で電電四国を降し初優勝。同年は2度目の社会人ベストナインに選出された。
住友金属ではコーチも兼任し、将来の監督候補と目されていたが、1979年に入り体に変調を来たす。同年夏の都市対抗野球において松下電器（現：パナソニック）の補強選手として出場後、和歌山労災病院に入院して検査を受けた結果、末期の胃癌であることが判明した。妻子とともに自身の郷里・飯塚市に移り、同地で死去した。30歳の若さだった。